# Edward Ofere
Edward Ofere (ur. 28 marca 1986 w Enugu) – nigeryjski piłkarz występujący na pozycji napastnika. Od 2015 gra w drużynie Boluspor.

## Kariera klubowa
Edward Ofere jest wychowankiem drużyny Enugu Rangers. W 2005 przeszedł do szwedzkiego Malmö FF.
30 sierpnia 2010 podpisał kontrakt z włoskim Lecce. Pierwszego gola w Serie A strzelił w wygranym 2:1 meczu z Brescią. Następnie grał w Trelleborgs FF, FC Vestsjælland, Sogndal Fotball i Inverness Caledonian Thistle. W 2015 przeszedł do Bolusporu.

## Kariera reprezentacyjna
Edward Ofere posiada także szwedzki paszport. Zdecydował się jednak reprezentować Nigerię. W 2009 rozegrał swój pierwszy mecz w narodowych barwach.